# جون فوربس ناش
جون فوربس ناش الابن (بالإنجليزية: John Forbes Nash, Jr.) ولد في 13 يونيو/حزيران 1928 في بلوفيلد في فيرجينيا الغربية وتوفي في 23 مايو 2015. وهو رياضياتي وعالم اقتصاد أمريكي اهتم بنظرية الألعاب والهندسة التفاضلية. كان مصاباً بمرض الفصام.
أُنتج فيلم عن قصة حياته ومعاناته مع المرض بعنوان عقل جميل (بالإنجليزية: A Beautiful Mind)، ومثّل الممثل العالمي راسل كرو دور ناش. حصد الفيلم عديد الجوائز، منها أربع جوائز أوسكار.

## طفولته

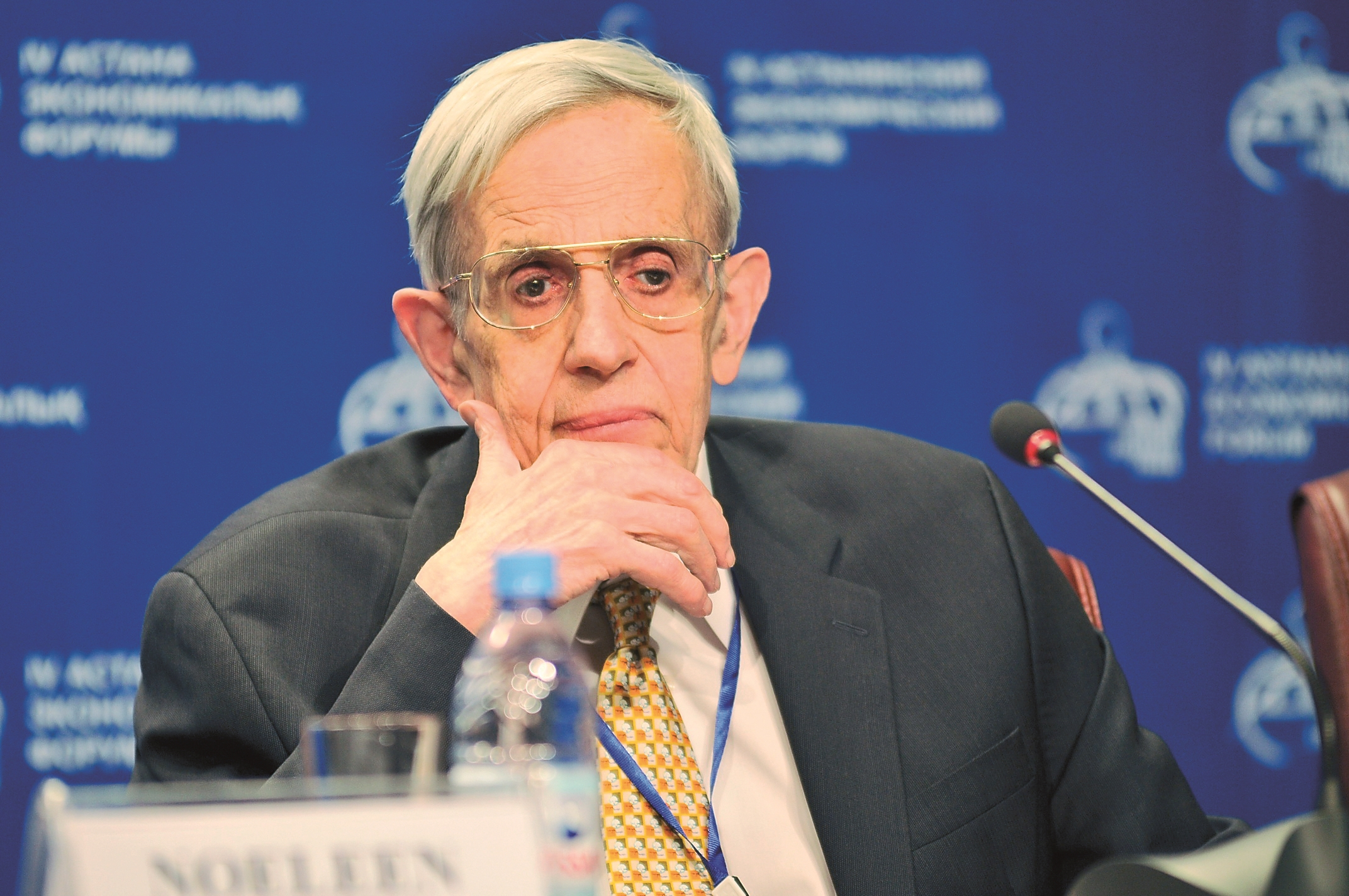
صورة ملتقطة لناش عام 2011

في الثالث عشر من حزيران عام 1928, ولد جون فوربز ناش في مدينة الابلاشي الصغيرة، بلوفيلد، غرب فرجينيا، ابن جون ناش الأبّ، والذي كان مهندساً كهربائياً تخرّج من جامعة أي آند إم، تكساس، ووالدته فيرجينيا مارتن، كانت معلمة.
كان قارئا متعطشا لموسوعة كومبتون الصورية، لمجلة الحياة، ولمجلة تايم. ثم عمل في مكتب التلغراف اليومي في بلوفيلد.
في سن الثانية عشر كان يقوم بالتجارب العلمية في غرفته الخاصة في البيت. كان واضحاً أنه منذ نعومة أظفاره لا يحبّ أن يقوم بالأعمال بمساعدة الآخرين بل كان يفضل أن يقوم بها بمفرده.
لقد حول الرفض الاجتماعي الذي يتعرض له من قبل زملائه في الدراسة إلى التعمق بالدراسة وإلى عمليّات فكرية إيماناً منه أن الرياضة والرقص تصرفه عن تجاربه العلمية وعن دراساته.
مارثا، أخته الصغيرة، تبدو طفلة طبيعية، بينما جون كان يبدو مختلفا عن بقية الأطفال. لقد كتبت فيما بعد: (إن جوني كان دائما مختلفا. والديّنا عرفوا أنه مختلف، وعرفوا أيضا أنه ذكي جدا. كان دائما يريد أن يقوم بالأعمال بطريقته الخاصة. أمي كانت تصر على أن أقوم أنا له بالأعمال وأن أدخله في صداقاتي. … لكنني لم أكن متحمسة جدا لأعرف أصدقائي على أخي الغريب بعض الشيء.)
في سيرته الذاتية، يذكر ناش أنه كان كتاب (رجال الرياضيات) لاي تي بيل وخاصة مقالة فيرما (Fermat) كانت أول ما أثار اهتمامه حول الرياضيات. خلال الحرب، حين كان الأولاد في عمره يريدون أن يصبحوا جنودا، كان هو يخترع شفرات سرية.

## دراسته ووظيفته الأولى
كان يحضر الدروس في كلية بلوفيلد حينما كان في المرحلة الثانوية، بعدها درس في معهد كارنيجي للتكنولوجيا (حاليا يسمى جامعة كارنيجي ميلون) في بنسلفينيا بحصوله على منحة ويستنغهاوس الدراسية، حيث درس في البداية الهندسة ثم الكيمياء قبل أن يحول دراسته إلى الرياضيات. حصل على كل من شهادة البكالوريوس والماجستير عام 1948 من كارنيجي ميلون. بعد التخرج، حصل ناش على وظيفة صيفية في مدينة وايت أوك، ماريلاند، حيث عمل مشروع بحث للقوات البحرية مُدار من قبل كلفورد امبروز تروزديل.
من الوايت أوك ذهب إلى جامعة برنستون، في نيوجيرسي، حيث عمل على نظرية التوازن له. وحصل على شهادة الدكتوراه عام 1950 في بحثه على الألعاب غير التعاونية. في إطروحته التي كتبها تحت إشراف ألبرت و. تاكر، تتضمن التعاريف والأوليات لما سمي فيما بعد بنظرية التوازن لجون ناش، هذه الدراسات قادت إلى ثلاثة مقالات: • (نقاط التوازن في ألعاب يشترك فيها n من الأشخاص) نشرت في وقائع الأكاديمية الوطنية للعلوم (الولايات المتحدة الأمريكية)(1950)
- (مسألة التفاوض) (نيسان 1950) نشرت في Econometrica
- (لعبة يشترك فيها شخصان) (كانون الثاني 1953)، نشرت أيضا في Econometrica.

جون ناش أيضا قام بعمل مهم في مجال الهندسة الجبرية:
- (الأشكال الهندسية الجبرية الحقيقية), (1952)

وتعتبر أشهر أعماله في الرياضيات البحتة هي نظرية التضمين لناش، والتي تبين أن أي شكل هندسي ريماني مجرد يمكن بشكل كرستالي ذي ثلاثة أبعاد متساوية قائم تحقيقها كمجال إقليدي ذي تفرعات متعددة. أيضا قام بالإسهام في نظرية المعادلات التفاضلية الجزئية للقطع المكافئ اللاخط.

## حياته العلمية
التحق جون ناش بمعهد كورنيجي التقني في بيتسبورغ آملاً في أن يصبح مهندساً كهربائياً كوالده حيث حصل على منحة كاملة في جورج ويستنغهاوس الدراسية. تحول من الهندسة إلى الكيمياء ومن ثم إلى الرياضيات مع مادة اختيارية في «الاقتصاد»، إذ نما لديه شغف كبير بالرياضيات ونظرية النسبية. أثناء دراسته في كورنيجي، اهتم ناش بمشكلة التفاوض، وهي المشكلة التي تركها جون فون نيومان رائد نظرية الألعاب بلا حل في كتابه. تخرج ناش من كارنيجي بدرجة الماجستير خلال ثلاث سنوات.
بعد تخرجه، منح ناش الزمالة في برنستون، حيت حصل على الدكتوراه عام 1950 في نظرية الألعاب. عمل ناش كمدرس في كلية الرياضيات في MIT خلال الفترة من 1955 حتى استقالته في ربيع 1959. تزوج ناش من إليسيا لوبيز هاريسون دالارد، من السلفادور، وكانت تعمل في قسم الفيزياء في MIT.

## إصابته بمرض الفصام
بدت على جون ناش أعراض الفصام عام 1958. حيث اعتقد طول سنينه في برنستون (1945-1949) أن لديه شريكا في غرفته، لكن الوثائق بينت أنه كان يسكن وحده، أصبح مذعورا وأدخل إلى مشفى ماك لين، نيسان-أيار 1959, حيث شخصوا إصابته بِفصام الشخصية الارتيابي مع اكتئاب بسيط وقلة التقدير للذات. بعد البقاء الصعب في باريس وجنيف، عاد ناش إلى برنستون في عام 1960, وظل يدخل ويخرج من مستشفيات الأمراض العقلية حتى عام 1970, حيث يُعْطَى العلاج النفسي بصدمة الأنسولين وأدوية للمعالجة النفسية، عادة بدافع الالتزام وليس باختياره. منذ سنة 1970, لم يعد يتعاطى أدوية للمعالجة النفسية مرة أخرى. وتبعا لمدونة سيرته الذاتية سيلفيا نازار، شفي بالتدريج مع مرور الوقت. وبتشجيع من زوجته أليشا، عمل ناش في وضع مجتمعي حيث يمكن تقبل غرابة أطواره..
في الساحة الجامعية، أصبح ناش (شبح القاعة الرائعة) (القاعة الرائعة هي قاعة الرياضيات في برنستون)، رجل الظل الذي يخربش معادلات سرية على السبورات في منتصف الليل. الأسطورة تظهر في قصة عن حياة برنستون، المشكلة العقلية الجسدية، التي كنتها ربيكا غولدستين.

## إنجازاته
كان إسهام ناش في نظرية الألعاب ممثلاً في نظرية التوازن والتي أخذت اسمه فيما بعد لتكون نظرية ناش للتوازن. بدأ البحث عن معادلة دي كاوشي وفلويدي جنرال". و"قوس هيكل الفردية" و"خاصية تحليلية للحلول الضمنية الوظيفية ومشاكل البيانات التحليلية". ثم بدأ تدريجياً في رفض بعض أفكار ديلوسيونالي في تأثير خطوط التفكير وقد كان مهتما بتطوير نظريات الألعاب غير المتعاونة مع كل من هارسني ووسلتون حيث حصلوا على جائزة نوبل معاً.
كان ناش يعاني من بعض الاضطربات العقلية وكان يتلقى علاجاً بصفة غير دورية. خلال فترة مرضه، وبتشجيع من زوجته أليشا، اهتم ناش ببعض البحوث الرياضية ومنها حساب القيم الدقيقة للأرقام الكبيرة، وقام بكتابة برامج حاسوبية ذات جودة عالية لتساعده في عمله. حصل جون ناش على جائزة نوبل في علم الاقتصاد وذلك تكريماً لجهوده في نظرية الألعاب والتي لها استخدامات كبيرة في الاقتصاد والتفاوض التجاري. كما أنه نشر ما مجموعه 23 بحثاَ علمياً من الفترة ما بين 1945 و1996.

## التقدير
عام 1978 كرم جون ناش بجائزة نظرية جون فون نيومان لاختراعه في التوازنات غير المتعاونة والتي تسمى الآن توازنات ناش. وفاز بجائزة ليروي ستيل عام 1999. وفي عام 1994 حصل على جائزة البنك السويدي في علوم الاقتصاد في ذكرى الفريد نوبل نتيجة لنظريته نظرية الألعاب كطالب متخرج من برنستون.
لقد بدأ جون في أواخر الثمانينات باستخدام البريد الإلكتروني لكي يتصل بالتدريج مع علماء الرياضيات، والذين أدركوا إنه (جون ناش) وأن عمله الجديد له قيمة. والذين شكّلوا فيما بعد جزءا من نواة المجموعة التي قامت بالاتصال بلجنة جائزة نوبل في بنك السويد وأصبحوا قادرين على أن يشهدوا قابلية ناش للحصول على جائزة نوبل كتقدير له على عمله المبكر.
إن أعمال ناش الحديثة تتضمن مشاريع في نظرية الألعاب المتقدمة بضمنها وكالة جزئية والتي تبين، كما في وظيفته الأولى، إنه يفضل أن يختار طرقه ومعادلاته الخاصة.
وفي سنة 2015، فاز بجائزة أبيل مُشاركةً مع لويس نبيرغ لِعملهما على المُعادلات التفاضُليَّة الجُزئيَّة.

## الألعاب
صنع ناش أيضا لعبتين شائعتين: لعبة هكس، (مستقلة عن الأولى التي صنعت عام 1942 من قبل بيت هين)، ولعبة (So Long Sucker)، صنعها عام 1946 مع م.هوسنر ولليود س. شابلي

## وفاته
في 23 من مايو (أيار) 2015، لقي ناش وزوجته أليشا مصرعهما في حادث سيارة في نيوجرسي، وقال مسؤول شرطة الولاية غريغوري ويليامز إن الحادث وقع عندما حاول قائد سيارة الأجرة تخطي سيارة أخرى على الطريق السريع، إلا أنه فقد السيطرة على السيارة، لتصطدم بحاجز الطريق، قبل أن ترتطم بالسيارة الأخرى.

## الثقافة
في برينستون، يعرف ناش بشبح فاين هول (مركز الرياضيات في برينستون)، الشخصية الغامضة التي تكتب معادلات غامضة على السبورات في منتصف الليل. وردت إشارة له في رواية «مشكلة العقل والجسم» التي كتبتها ريبيكا غولدشتاين في برينستون عام 1983.
نشرت سيلفيا نصار سيرة لناش بعنوان عقل جميل، في عام 1998. وصدر فيلم يحمل الاسم نفسه في عام 2001، من إخراج رون هاورد تقمص فيه راسل كرو دور ناش.

## وصلات خارجية
- جون فوربس ناش على موقع IMDb (الإنجليزية)
- جون فوربس ناش على موقع الموسوعة البريطانية (الإنجليزية)
- جون فوربس ناش على موقع مونزينجر (الألمانية)
- جون فوربس ناش على موقع إن إن دي بي (الإنجليزية)
- Autobiography at the جائزة نوبل website
- Nash's home page at Princeton
- IDEAS/RePEc